# Pariavitstjärt
Pariavitstjärt (Myioborus pariae) är en starkt utrotningshotad fågel i familjen skogssångare som är endemisk för Venezuela.

## Utseende och läten
Pariavitstjärten är en 13 cm lång, gul och grå skogssångare med tydligt vita yttre stjärtpennor. Ovansidan är matt olivgrå med orangefärgad hjässa. På huvudet syns gul tygel och ögonring som formar "glasögon". Undersidan är helgul med vita undre stjärttäckare. Lätet är ett mjukt och tjockt "tschip".

## Utbredning och status
Fågeln förekommer enbart i nordöstra Venezuela, i fuktiga regnskogar på Pariahalvön. IUCN kategoriserar arten som starkt hotad.